# Sandy Silver
Pour les articles homonymes, voir Silver.
Sandy Silver, né Sidney Alexander Silver le 15 octobre 1969 à Antigonish (Nouvelle-Écosse), est un homme politique canadien, membre du Parti libéral du Yukon. Chef du parti à partir d'août 2012, il est premier ministre du Yukon du 3 décembre 2016 au 14 janvier 2023, date à laquelle Ranj Pillai lui succède en cours de mandat.

## Biographie
Membre du Parti libéral, il est élu à l'Assemblée législative du Yukon lors des élections du 11 octobre 2011 comme représentant de la circonscription du Klondike.
Le 17 août 2012, il devient chef par intérim du Parti libéral à la suite de la démission de Darius Elias qui quitte les libéraux et siège comme député indépendant. Il est alors le seul député libéral à l'Assemblée législative du Yukon.
Le 7 novembre 2016, les libéraux remportent les élections législatives et le 3 décembre suivant, Sandy Silver devient le premier ministre du territoire.
Lors des élections générales du 12 avril 2021, il perd sa majorité gouvernementale mais il s'assure de la stabilité de son gouvernement jusqu'au 31 janvier 2023 grâce à une entente de collaboration avec le Nouveau Parti démocratique.